# Netfonds Gruppe
Die Netfonds Gruppe ist ein B2B-Service-Dienstleister in den Bereichen Finanzen und Versicherungen auf dem deutschen Markt. Die Muttergesellschaft Netfonds AG wurde im Jahr 2000 von Karsten Dümmler, Martin Steinmeyer und privaten Hamburger Kaufleuten gegründet.
Zur Netfonds AG gehören diverse Tochtergesellschaften, die mit unterschiedlichen regulatorischen Erlaubnissen nach der Gewerbeordnung oder auch dem Kreditwesengesetz agieren. Der Firmenverbund wird als Netfonds Gruppe bezeichnet.
Innerhalb des Konglomerates agiert die Netfonds AG als Maklerpool in den Erlaubnisbereichen des §34f Gewerbeordnung (Erlaubnis zur Beratung und Vermittlung von Investmentfonds) und §34d (Versicherungsmakler) und verfügt mit der Netfonds Financial Service GmbH über ein eigenes, bei der Bundesanstalt für Finanzdienstleistungsaufsicht (BaFin), eingetragenes Haftungsdach mit einer Erlaubnis nach Wertpapierinstitutsgesetz §15, kurz WpIG (ehemals §32 Kreditwesengesetz, kurz KWG). Neben diesen Erlaubnisbereichen und zugehörigen Dienstleistungen können Unternehmen, typischerweise Genossenschaftsbanken und Sparkassen, mit einem Status als Mehrfachgeneralagent über die NVS Netfonds Versicherungsservice AG ihr Versicherungsgeschäft administrieren.
Im Jahr 2024 erzielte die Gruppe einen Umsatzerlös von 237,1 Millionen Euro.

## Geschichte
Die Netfonds Gruppe wurde im Jahr 2000 ursprünglich als Netfonds24.de GmbH gegründet und sollte als Online-Discounter für Finanzprodukte tätig werden. Die damalige schlechte Stimmung an den Kapitalmärkten führte zu einer strategischen Neuausrichtung des Geschäftsmodells. Es folgte eine Umfirmierung in Form der Streichung der „24“ aus dem Namen zur Netfonds GmbH und zugleich eine Anpassung der Geschäftsidee.
Gemeinsam mit dem Eintritt von Peer Reichelt, im Jahre 2001, entwickelte sich die Netfonds GmbH zu einem unabhängigen Pool-Dienstleister für Makler, Vertriebe, Versicherungen und Banken. In diesem Zusammenhang wurden die neu entwickelten Software- und Informationsdienstleistungen, von der eigens gegründeten fundsware GmbH, übernommen.
Mit dem nächsten Entwicklungsschritt wurde aus dem Unternehmen ein eigener Maklerpool für das Investmentfondsgeschäft (damals unter der Erlaubnis §34c GewO), bei dem Finanzmakler Geschäfte einreichen und abwickeln konnten. Durch die erhöhte Nachfrage im Versicherungsgeschäft wurde im Jahr 2004 durch Oliver Kieper die Versicherungssparte personell besetzt und strategisch ausgebaut.
In dem gleichen Jahr wurde die Firma NFS Netfonds Financial Service GmbH (NFS) gegründet. Die NFS ist ein bei der BaFin registriertes Finanzdienstleistungsinstitut, welches im Rahmen nach Wertpapierinstitutsgesetz §15 als Haftungsdach für ehemalige Bankberater, Fondsmanager und Vermögensverwalter agiert. Seit 2005 sind Christian Hammer und Peer Reichelt Geschäftsführer der NFS.
Im Jahr 2010 wurde der Finanzportfolioverwalter NFS Capital AG in Liechtenstein gegründet mit dem Ziel, die Bereiche des Fondsmanagements und der Fondsadvisory auszugliedern.
Die Netfonds GmbH wurde 2011 in eine Aktiengesellschaft umfirmiert und trägt seitdem den Firmennamen Netfonds AG.
2012 wurde die NVS Netfonds Versicherungsservice AG als Versicherungsmehrfachagent gegründet. Die leitende Rolle übernahm Oliver Kieper. Lars Lüthans ergänzt den Vorstand der NVS AG seit 2014. Im gleichen Jahr konnte die Netfonds Gruppe die Firma Hamburger Vermögen GmbH (HHVM) akquirieren und integrierte neben der Gesellschaft auch den Gründer der HHVM, Eric Wiese, als Geschäftsführer. Die HHVM Hamburger Vermögen GmbH besitzt eine Lizenz nach §32 KWG als Finanzportfolioverwalter und agiert in der Gruppe als Dienstleister für Vermögensverwaltungsstrategien. 2016 wurde die HHVM in „NFS“ Hamburger Vermögen GmbH umbenannt. Dieser Schritt erfolgte, um die Zugehörigkeit zur Netfonds Gruppe zu untermauern.
2013 erfolgte der Zukauf des Frankfurter Makler-Pools Argentos AG, welche seitdem eine 100%ige Tochtergesellschaft der Netfonds AG ist.
Am 2. Mai 2019 wurde Dietgar Völzke zum neu geschaffenen IT-Vorstand der Netfonds AG berufen.
Im September 2018 gab Netfonds ihr Börsendebüt im m:access der Börse München bekannt. Die Erstnotiz am 3. September 2018 erfolgte zum Kurs von 29,50 Euro je Aktie, was einer Marktkapitalisierung von rund 62 Mio. Euro entspricht. Die Aktien des Unternehmens sind seit dem 14. September 2018 über die elektronische Handelsplattform XETRA der Frankfurter Wertpapierbörse handelbar.
Zur Hauptversammlung am 22. Juni 2021 erfolgte ein Führungswechsel im Vorstand. Karsten Dümmler ist als CEO ausgeschieden und in den Aufsichtsrat gewechselt. Neuer Vorstandsvorsitzender ist Martin Steinmeyer.

## NFS Netfonds Financial Service GmbH
Mit mehr als 17 Mrd. Euro Assets unter Administration war die NFS Netfonds Financial Service GmbH 2024 einer der Marktführer und Deutschlands erfolgreichstes Haftungsdach mit einer BaFin-Erlaubnis nach §15 Wertpapierinstitutsgesetz.